# فيرزن
فيرزن أو فِرزِن (بالألمانية: Viersen) هي بلدة ألمانية تقع في فيرزن في ألمانيا. يقدر عدد سكانها بـ 75,501 نسمة .

## المدن التوأمة
مدن كالوا، Kaniv، ميتويدا و بيتربرة هي مدن توأمة لـفيرزن.

## أعلام
- غابي أبيل
- تيل برونر
- يوهانس فان دن بيرغ
- ديتمار هيرش
- أودو فويجت